# Сборная Физтеха
«Сбо́рная Физте́ха» — команда КВН из Долгопрудного, представляет МФТИ. Слоган (с вариациями): «Сборная Физтеха, город Долгопрудный. Пожалуй, лучшая сборная Физтеха из города Долгопрудный».
Команда образована в 2006 году, активное участие в лигах принимала начиная с 2010 года. Чемпионы Премьер-лиги 2012 года. В сезоне 2015 не участвовали.

## Стиль
Стиль команды — молодые учёные. Команда часто использует шутки на тему науки и социальной сферы.

## Известные номера
- КВН через 1000 лет (полуфинал 2014)

## Состав[1]
- Георгий (Гера) Гигашвили (с 2006 года) — капитан
- Александр Кашубин (с 2006 года) — директор
- Василий Петяев (с 2004 года)
- Александр Виниченко (с 2004 года)
- Максим Королёв (с 2007 года)
- Максим Гречнев (с 2008 года)
- Виталий Лихачёв (с 2008 года)
- Дмитрий Побединский (с 2010 года)
- Александр Коротков (с 2011 года)
- Павел Марков (с 2011 года)
- Дмитрий Гуров (с 2011 года)
- Кирилл Легай (с 2011 года)
- Дмитрий Потемкин (с 2011 года)
- Евгения Степанцова (с 2012 года)

Бывшие члены команды:
- Константин Зайцев (2009—2010) покинул команду в связи с призывом в армию[3]
- Александр Романов (2009—2010)

## История
Впервые в официальной лиге выступили на Кубке МСЛ 28 октября 2004 года.

## Достижения
2004 Малый Кубок Московской Студенческой Лиги — участие
2005 Московская Студенческая Лига — финалисты
2006 повышенный рейтинг в Сочи

2006 Центральная Лига «Старт» (Воронеж) — финалисты
(обновление состава команды)
2007 повышенный рейтинг в Сочи

2007 Евролига (Минск) — 1/8

2007 Центральная Лига «Старт» (Воронеж) — полуфиналисты
2008 были в предварительном списке Центральной Уральской лиги, однако в дальнейшем в сезоне не участвовали
(обновление состава команды)
2009 повышенный рейтинг в Сочи

2009 Подмосковная лига (подразделение Лиги Москвы и Подмосковья) — чемпионы

2009 VI Кубок Подмосковной лиги — гран-при (победители)

2009 Большой новогодний кубок Лиги Москвы и Подмосковья — Спецприз от «Юмор FM»

2009 Центральная Рязанская лига — финалисты
2010 второй тур в Сочи

2010 Центральная лига Москвы и Подмосковья — вице-чемпионы

2010 Лига «Владимирская Русь» — финалисты (3-е место)
2011 второй тур в Сочи

2011 Первая лига (Минск) — 1/8

2011 Центральная лига Москвы и Подмосковья — чемпионы

2011 Кубок Чемпионов Первой лиги — участие
2012 второй тур в Сочи

2012 Премьер-Лига — чемпионы
2013 второй тур в Сочи

2013 Высшая лига — полуфиналисты
2014 второй тур в Сочи

2014 Обладатели кубка мэра Москвы

2014 Высшая лига — финалисты (3-е место)
2015 Обладатели летнего кубка (совместно с командой СОЮЗ)
2016 Высшая лига - 1/8